# ۷۲۴ (میلادی)
۷۲۴ (میلادی) هفتصد و بیست و چهارمین سال تقویم میلادی است.

## درگذشتگان
‎